# Marta Gessler
Marta Gessler, née le 2 février 1960, est une restauratrice polonaise, autrice de chroniques et de livres, propriétaire d'un magasin de fleurs et conceptrice de jardins.

## Biographie
Marta Gessler se prend de passion pour la cuisine dans les années 1980, lorsqu'elle doit cuisiner à la maison pour son fils allergique.
Elle est l'une des cheffes et autrices culinaires les plus connues de Pologne.
Elle est la propriétaire du restaurant Qchnia Artystyczna à Varsovie, dans le château d'Ujazdów,, et du fleuriste Warsztat Woni. Elle crée le restaurant Nove Miasto sur le Rynek Nowego Miasta,.
Gessler rédige des chroniques sur la cuisine dans un supplément de Gazeta Wyborcza - Wysokie Obcasy pour lesquelles elle reçoit le prix de l'Académie culinaire dans la catégorie Publication de presse. Elle écrit ses premiers textes sur la cuisine pour le magazine Zwieriadło. Elle publie des chroniques Kwiatostan sur les fleurs, les jardins et le design dans le magazine Dobre Wnętrze.
Elle anime l'émission Notes Kulinarny sur la chaîne TVN Style.

## Vie privée
Son mari est Piotr Gessler, elle est sa première femme.

## Ouvrages
- (pl) Marta Gessler, eatr na talerzu. Kuchnia roślinna., Warszawa, Agencja Reklamowa „RR”
- (pl) Marta Gessler, Kwiatostan Marty Gessler, Warszawa, Murator Sp. z o.o., 2002
- (pl) Marta Gessler et Agnieszka Kręglicka, Qchnia artystyczna. Kuchnia świata, Kraków, Znak, 2002
- (pl) Marta Gessler et Agnieszka Kręglicka, Nowa qchnia artystyczna. Kuchnia świata, Kraków, Znak, 2005
- (pl) Marta Gessler, Kuchnia Marty. Kolory smaków., Poznań, Publicat, 2007

## Récompenses
- 2004 : Prix de l'Académie culinaire dans la catégorie Publication de presse[8]